# Мирадино (станция)
Мира́дино (бел. Мiра́дзiна) — железнодорожная станция вблизи одноимённой деревни Бобруйского района (Могилёвская область, Белоруссия).
Расположена между остановочными пунктами Бибковщина и Киселевичи (отрезок Осиповичи — Жлобин железнодорожной линии Минск — Гомель). Действует пассажирское пригородное сообщение электропоездами по линии Минск — Гомель вплоть до станций Минск-Пассажирский и Жлобин.
Примерное время в пути со всеми остановками от ст. Минск-Пассажирский — 3 ч. 1 мин.; от ст. Осиповичи I — 42 мин., от ст. Жлобин — 1 ч. 44 мин.